# Nomenclatura binomial
En biologia, la nomenclatura binomial és una convenció estandarditzada per anomenar les diferents espècies, el vuitè rang principal emprat en taxonomia. Tal com la paraula binomial suggereix, el nom científic d'una espècie és un nom compost format per la combinació de dos mots: el gènere i l'epítet de l'espècie, així dins un mateix gènere poden existir diferents espècies que mantenen el primer terme i canvien el segon mot. Un nom en la nomenclatura binomial es diu «binomen». Aquest binomen és de base llatina, en el benentès que fa servir la gramàtica llatina per a la creació d'aquests noms i usualment incorpora termes provinents d'aquesta llengua, tot i que tot sovint s'incorporen del grec clàssic o altres llengües. No es tracta de noms llatins.
El nom genèric sempre s'escriu amb majúscula (demarcativa) mentre que l'epítet sempre ho fa en minúscula; ambdós termes s'escriuen en cursiva, per exemple: Homo sapiens, substituïble pel subratllat quan no cal la cursiva emfàtica o quan s'inclouen en llistes. En publicacions formals s'acostuma a afegir tot seguit el nom de l'autoritat i la data de publicació de la descripció de l'espècie de manera que la forma més formal i extensa per exemple si hom vol anomenar l'espècie a la que pertanyen les merles emprant la nomenclatura binomial seria de la següent forma:
Un cop escrit en cas que el nom torni aparèixer en el text es pot elidir el nom de l'autor i la data i abreujar el nom genèric. El nom de gènere pot abreujar-se, però mai ometre's, si ja ha estat anomenat abans o pot deduir-se pel context en què es troba (com ara H. sapiens). En alguns casos l'ús d'aquestes abreviacions és tan comú que acaben fent-se servir de manera general, un exemple d'aquest fenomen és el bacteri Escherichia coli, que sovint s'anomena simplement E. coli. Tot i que el més usual és fer aquestes abreviacions només emprant la primer lletra del gènere, és acceptat amb certa laxitud incloure altres lletres per a estretament emparentats. P. ex. en culícids es relativament habitual abreujar els gèneres Aedes, Anopheles, Culex i Culiseta; respectivament com Ae., An., Cx. i Cs.. Per tal d'indicar l'abreviació sempre s'acompanya d'un punt.
Tenint en compte que aquests noms tenen bases llatina, es pronuncien seguint les regles fonètiques d'aquesta llengua i no segons les de la llengua materna del parlant.

## El sistema de classificació lineal
Els primers intents de classificació dels éssers vius van ser duts a terme Historia Animalium, Aristòtil diferencià els animals en énaima i ánaima, que es corresponen als actuals vertebrats i invertebrats, respectivament. Dins dels énaima (animals amb sang), hi inclogué els peixos, els tetràpodes i àpodes ovípars (rèptils i amfibis), els ocells i els mamífers. D'altra banda, els ánaima comprenien els animals coberts de conquilles (gasteròpodes, acèfals i zoòfits), els animals segmentats (verms i artròpodes no crustacis), els crustacis i els cefalòpodes. Així mateix, classificà els éssers en la Scala naturæ, un sistema jeràrquic i gradual que els ordena en ordre creixent i progressiu en dotze nivells segons la seva perfecció. Al capdamunt del sistema, considerà que l'ésser més perfecte a nivell d'organització era l'ésser humà, seguit dels quadrúpedes, els cetacis i la resta d'animals. Els tres darrers graus d'organització eren ocupats per les plantes superiors, les plantes inferiors i els éssers inanimats, respectivament.
Alguns científics, com els germans Johann i Caspar Bauhin al segle xvi i XVII, havien iniciat el camí cap a un sistema unitari de nomenclatura de les espècies (especialment Caspar). Cal esmentar, ja en el segle xvii, la figura de John Ray, insigne botànic que, en diverses obres (sobretot al Methodus plantarum nova, 1682) va descriure d'una forma molt similar a la de Linnaeus, els conceptes de gènere i espècie. Fins al segle xviii la comunitat científica no disposà d'una taxonomia ben definida ni una unitat quant a la designació, classificació, nomenclatura ni tractament dels diversos tàxons.
Carl Linnaeus, nom llatinitzat del científic suec Carl Nilsson Linnaeus (Råshult, 1707 - Uppsala, 1778) fou un eminent botànic, zoòleg i físic que creà les bases de la taxonomia moderna i establí el sistema de nomenclatura dels éssers vius que s'ha utilitzat fins als nostres dies. Per tal d'internacionalitzar la seva tasca utilitzà el llatí, la llengua pròpia dels científics del segle xviii, i el grec clàssic com a base de la seva obra i de la seva nomenclatura. En tots els noms que incorporà als seus treballs mots d'altres llengües, ho feu a partir de la seva llatinització. Alumne de les universitats de Lund i Uppsala, va ser rector de la Universitat d'Uppsala i membre fundador de la Reial Acadèmia de Ciències Sueca. Dugué a terme diverses expedicions per Europa que li permeteren conèixer i recol·lectar abundant material que fou objecte del seu estudi. Entre les seves obres, destaquen Genera Plantarum (1737-1754), Philosophia Botanica (1751) i Species Plantarum (1753), que compta amb la descripció de més de 7.300 espècies i es considera el punt de partida de la nomenclatura botànica moderna. La seva obra per excel·lència és Systema Naturae, del qual se'n va publicar la primera edició el 1735 (que només comptava amb 26 pàgines), en els anys posteriors noves edicions i la tretzena i última el 1770. El títol complet d'aquesta obra magna és Systema naturae, sive regna tria naturae systematice proposita per secundum classes, ordines, genera, & species, cum characteribus, differentiis, synonymis, locis (Sistema natural en tres regnes de la natura segons classes, ordres, gèneres i espècies amb característiques, diferències, sinònims, localitats). La desena edició, publicada, el 1758 es considera el punt de partida del Sistema Linneà. En aquesta obra extraordinària, Linnaeus descriu fins a 4.400 espècies d'animals i 7.700 espècies de plantes.
Fou tan gran l'impacte que la seva obra causà en la comunitat científica, que Linnaeus és considerat el lectotip de l'Homo sapiens. És a dir, científicament es defineix l'espècie humana com aquella espècie a la qual va pertànyer el botànic suec. Linnaeus també és conegut com a Carolus Linnaeus, Carolus a Linné i Carl von Linné (com es va anomenar després del seu ennobliment).

## El sistema de nomenclatura binomial
Linnaeus aconseguí unificar amb el seu sistema de classificació i nomenclatura els diversos sistemes utilitzats anteriorment. És per això que es consideren invàlids tots aquells noms científics definits abans de l'1 de gener de 1758, data de publicació a Estocolm de la desena edició de la seva obra Systema Naturae. En aquesta obra, recollí 63 gèneres i 556 espècies d'aus. El sistema taxonòmic linneà es basa en la nomenclatura binomial de les espècies, segons el qual el nom científic de cada espècie consta d'un gènere (genus), un nom o un adjectiu substantivat amb la inicial escrita en majúscula, i d'un epítet específic, un adjectiu o un nom en genitiu (epònims) escrit sempre en minúscula. Així mateix, el nom ha de ser escrit en cursiva. Un mateix gènere inclou un grup d'espècies properes entre elles i suficientment diferents de la resta.
Contràriament al gènere, que ha de ser únic i no pot repetir-se mai, l'epítet específic sí que pot ser el mateix per diferents espècies que pertanyin a diversos gèneres (per exemple: Lanius minor', Phoenicopterus minor o Dendrocopos minor). La forma binomial ha d'anar acompanyada del nom i cognom de l'autor i la data en què en publicà la forma binomial de nomenclatura. Si l'espècie actualment pertany a un gènere diferent de l'original, es fa constar el nom de l'autor original entre parèntesis annexat al nom actual de l'espècie. Per exemple, en el cas del pit-roig: Erithacus rubecula (Linnaeus, 1758) que va ser descrita per Linnaeus amb el nom de Motacilla rubecula i posteriorment el gènere va ser modificat pel naturalista francès Georges Cuvier. Amb aquesta fórmula s'han descrit, modificat i reclassificat és de 50.000 noms científics d'ocells fins avui dia.
Així mateix, Linnaeus establí una classificació jeràrquica de tots els organismes en un sistema taxonòmic jeràrquic que considerava els següents nivells de classificació (en sentit decreixent): regne, fílum, classe, ordre, família, gènere, espècie, subespècie i varietat (si s'escau). Cadascun d'aquests nivells jeràrquics pot contenir subdivisions i supradivisions (per exemple, podem trobar subfílum, superclasse, subclasse, superordre, etc.). Als estudis tradicionals de descripció dels tàxons, com són els d'anatomia (bec, potes, etc.), de patrons de coloració de les plomes i de zoogeografia, s'hi compta també en l'actualitat l'estudi de la biologia molecular i molt especialment del material genètic. És a partir de la caracterització de cada varietat biològica que es categoritzen les diverses espècies i subespècies i aquestes s'incorporen o es redefineixen en la classificació taxonòmica. La classificació de les espècies és, doncs, un sistema dinàmic i en constant ajustament.
En qualsevol cas, segons el sistema de classificació tradicional, derivat del model linneà, tots els tàxons d'ocells vivents actualment es classifiquen dins el regne Animalia (animals), fílum Chordata (cordats), subfílum Vertebrata (vertebrats), classe Aves (aus) i subclasse Neornithes. En el cas concret del pit-roig, per exemple, es tracta d'una espècie que pertany al regne Animalia, fílum Chordata, subfílum Vertebrata, classe Aves, ordre Passeriformes, família Turdidae (túrdids), gènere Erithacus, espècie E. rubecula, subespècie E. rubsecula ssp. rubecula.
Algunes de les errades tipogràfiques o sintàctiques contingudes en les definicions de Linnaeus han estat esmenades (s'han eliminat dièresis i guions), però generalment s'han conservat perquè s'entén que un cop escrites i impreses no es poden modificar. El mateix cas esdevé en autors que als inicis de la sistemàtica zoològica van anomenar espècies i van cometre errades de localització, de descripció o d'identificació; se'n respecta el nom científic original més enllà del seu valor descriptiu i del seu ajustament als coneixements que se'n té avui dia.

## Nomenclatura binomial en zoologia
Un cop es va adoptar majoritàriament per la comunitat científica el sistema de nomenclatura proposat per Carolus Linnaeus al segle xviii, la descripció de noves espècies de forma desordenada i sovint unilateral per part dels científics comportà la descripció per duplicat d'algunes espècies, la descripció com tàxons diferents de cada sexe d'una mateixa espècie la consideració per separat dels individus adults i joves i altres vicissituds que van fer palesa la necessitat de regulació de la nomenclatura científica. Per contra, alguns autors, com el comte de Buffon (1707-1788) i François Levaillant (1753-1824), no van acceptar el sistema linneà.
L'any 1842, un grup d'acadèmics −liderats pel zoòleg britànic Hugh Strickland i entre els quals s'hi comptaven Charles Darwin i Richard Owen− van presentar a la British Association for the Advancement of Science l'obra Series of Propositions for Rendering the Nomenclature of Zoology Uniform and Permanent. Aquest codi, també conegut com el British Association Code o Stricklandian Code, adoptà com a punt de partida la dotzena edició del Systema naturae de Carolus Linnaeus (1766) i s'estengué ràpidament entre la comunitat científica d'Europa i Amèrica durant la segona meitat del segle xix.
Al Cinquè Congrés Internacional de Zoologia (Berlin, 1901), es va considerar com a punt de partida la desena versió de Systema naturae, s'aprovaren les Règles Internationales de la Nomenclature Zoologique (1905), que constituïren el primer recull formal de normes de nomenclatura zoològica. L'evolució constant de la definició de les espècies i les noves tècniques d'estudi han fet que la seva regulació també evolucionés paral·lelament amb la incorporació de noves normes i recomanacions de nomenclatura per tal de corregir-ne les disfuncions. Actualment, és vigent el Codi Internacional de Nomenclatura Zoològica, que comprèn el conjunt de normes i recomanacions adoptades al Congressos Internacionals de Zoologia i per la Unió Internacional de Ciències Biològiques el 1973. La Comissió Internacional de Nomenclatura Zoològica (ICZN), formada per experts zoòlegs i taxonoms, vetlla per la correcta conservació i difusió del codi del sistema de nomenclatura binomial en la Zoologia i l'any 1999 publicà la quarta edició del Codi Internacional de la Nomenclatura Zoològica. Al Codi s'hi recullen les normes genèriques i específiques, algunes de les quals s'han utilitzat històricament per a la definició des noms científics de les espècies. Per exemple, per defecte s'accepta el primer nom donat a una espècie després de l'1 de gener de 1758 (principi de prioritat) i en cas de sinonímia es fan prevaldre els noms que gaudeixin de més tradició i popularitat entre la comunitat científica. Un nom científic només pot ser modificat per la ICZN en casos especials com, per exemple, que indueixi a confusió. Totes les modificacions hauran de ser sempre coherents amb la regulació de la ICZN, que homogeneïtza minuciosament tant la forma com el contingut dels noms.
Els homònims no són acceptats al regne animal: el nom genèric ha de ser únic i genuí en el sistema de classificació i no es pot repetir en cap cas; si això s'esdevé, s'ha d'anomenar de nou. Sí que s'accepten els sinònims (dos noms diferents per a una mateixa espècie) en casos especials i sempre s'han d'indicar convenientment segons la fórmula Rallites (syn. Porzana). També s'accepten els tautònims (un mateix nom per gènere i espècie), que generalment són conseqüència de la modificació del gènere d'una espècie i de l'aplicació de la norma segons la qual no es pot modificar mai l'epítet específic. En són exemples, Oenanthe oenanthe i Oriolus oriolus. Per contra, en la classificació botànica estan prohibits els tautònims.
La primera espècie descrita dins un determinat gènere és considerada l'espècie tipus i, generalment, la resta d'espècies incloses hi han de ser similars. Un exemple de la tasca de revisió constant, del respecte a les normes estrictes del Codi Internacional de Nomenclatura Zoològica (ICZN) i de l'esmena d'imprecisions, és el de Sylvia ruppeli descrita per Temminck el 1823 en honor de Wilhelm Peter Eduard Simon Rüppell (1794-1884). Aquest tàxon manté aquesta ortografia i no s'accepta Sylvia rueppelli perquè l'autor en va establir l'epítet específic intencionadament a partir de la veu francesa bec-fin Ruppel, tot i que d'altres espècies anomenades en honor del mateix naturalista alemany presentin la forma llatinitzada de Rüppell com és el cas de Gyps rueppellii (Brehm, A.E., 1852). El nom d'una espècie s'ha de pronunciar en la seva forma llatinitzada, excepte en el cas d'aquelles espècies que estiguin dedicades a una persona, quan s'ha de pronunciar en la llengua pròpia de la persona homenatjada.
En el cas concret de les aus, l'Association of European Records and Rarities Committees (AERC) vetlla a nivell europeu per la correcta aplicació de la nomenclatura zoològica en les espècies d'ocells. Anualment genera recomanacions taxonòmiques que inclouen tant revisions d'espècies europees com canvis en la seva nomenclatura. Les societats ornitològiques de referència de cada país, com l'Institut Català d'Ornitologia (ICO) i la Sociedad Española d'Ornitología (SEO/Birdlife), n'adopten les recomanacions i les apliquen en les seves publicacions i estudis.
Les normes de nomenclatura regeixen com s'anomenen les plantes (inclosos els fongs i els cianobacteris), les cultivars, animals, bacteris i virus. Aquestes normes difereixen entre elles. El Codi Internacional de Nomenclatura d'algues, fongs i plantes (ICBN) no permet la tautonomia, mentre que el Codi Internacional de Nomenclatura Zoològica (ICZN) per a animals sí. S'ha provat d'impulsar un codi general anomenat BioCode que unificaria i substituiria tots els altres, però també s'està discutint la possibilitat d'un PhyloCode o codi filogenètic que anomenaria totes les espècies i grups filogenèticament.

## Origen dels noms
El mot que descriu l'espècie ha de ser un adjectiu que la diferenciï d'altres membres del mateix gènere. El nom del gènere deriva normalment del llatí. També s'utilitzen paraules provinents del grec clàssic, de llengües usades als indrets on es troba l'organisme a anomenar o bé s'usa el nom d'aquell que ha descrit l'espècie i contenen referències, entre d'altres, a l'aspecte o comportament del tàxon, a personatges històrics o bé a la seva distribució. De fet, els taxonomistes empren noms de moltes altres fonts, fins i tot extretes de bromes i acudits. Tot i això, s'apliquen sempre als mots les mateixes regles gramaticals com si fossin paraules llatines. Per aquesta raó la nomenclatura binomial es coneix popularment com el «nom en llatí», el terme exacte és «nom científic». Paral·lelament, en la nomenclatura popular de les llengües, els fenòmens de creació dels mots que donen nom a les espècies són els mateixos, com passa en el cas de l'ornitonímia catalana.
En el cas dels ocells, alguns noms poden induir a confusions en la seva traducció literal, ja que en el moment de definir-se no es tenia el coneixement que avui dia se'n té. Un exemple és el gènere Sitta que prové del gr. sitta i que alguns autors han traduït històricament com a picot, pica-soques, gaig, tipus de mussol o falcònid. També és el cas de motacilla, que fa referència a un ocell bellugadís i de comportament inquiet i que Linnaeus va fer servir en les seves descripcions per fer referència a espècies de l'actual gènere Motacilla, però també a espècies dels gèneres Troglodytes', Cinclus', Prunella', Erithacus', Luscinia', Phoenicurus', Saxicola', Oenanthe', Hippolais', Sylvia i Regulus.

## Ús i avantatges de la nomenclatura binomial
L'ús de la nomenclatura unificada i inequívoca permet evitar confusions i errors en la identificació d'espècies, ja que sovint en la nomenclatura popular un mateix nom és utilitzat per diferents espècies i indueix a errors, i aquest fet es magnifica quan es tracta de llengües diferents. La facilitat d'ús i tots els avantatges que ofereix de forma indiscutible, ha fet que fos reconegut internacionalment el 1753 en botànica, 1758 en zoologia i 1980 en microbiologia i fins i tot s'apliqui fins i tot en la nefologia. A tall d'exemple, dins un mateix tipus genèric de núvol com és el cas dels núvols baixos de tipus Cumulus (del ll. cumulus, amuntegament, cúmul) hi trobem diverses varietats amb característiques generals comunes però amb morfologia i trets distintius específics: Cumulus castellanus (del ll. castellum, castell), C. congestus (del ll. congestus, participi del ll. congerere, acumular, apilotar), C. humilis (del ll. humilis, de poca alçada, baixa), C. fractus (del ll. fractus, abrupte, trencat) i C. mediocris (del ll. mediocris, mitjà, no gaire gran, intermedi).